# 越南万年青
越南万年青（学名：Aglaonema tenuipes）为天南星科粗肋草属的植物。分布在越南、老挝、泰国以及中国大陆的云南西部和南部至东南部等地，生长于海拔160米至1,500米的地区，多生长于河谷及清沟密林下，目前尚未由人工引种栽培。

## 别名
万年青、观音莲（云南河口）